# Diecezja Zhumadian
Diecezja Zhumadian (łac. Dioecesis Ciumatienensis, chiń. 天主教驻马店教区) – rzymskokatolicka diecezja ze stolicą w Zhumadianie, w prowincji Henan, w Chińskiej Republice Ludowej. Biskupstwo jest sufraganią archidiecezji Kaifeng.

## Historia
2 marca 1933 papież Pius XI brewe Supremi Apostolatus erygował prefekturę apostolską Zhumadian. Dotychczas wierni z tych terenów należeli do wikariatu apostolskiego Nanyang (obecnie diecezja Nanyang) i prefektury apostolskiej Xinyangzhou (obecnie diecezja Xinyang). 9 listopada 1944 podniesiono ją do rangi wikariatu apostolskiego.
W wyniku reorganizacji chińskich struktur kościelnych dokonanych przez Piusa XII 11 kwietnia 1946 wikariat apostolski Zhumadian został podniesiony do rangi diecezji.
Z 1950 pochodzą ostatnie pełne, oficjalne kościelne statystyki. Diecezja Zhumadian liczyła wtedy:
- 14 100 wiernych (1,1% społeczeństwa)
- 16 kapłanów (wszyscy diecezjalni)
- 5 parafii.

Od zwycięstwa komunistów w chińskiej wojnie domowej w 1949 diecezja, podobnie jak cały prześladowany Kościół katolicki w Chinach, nie może normalnie działać. Bp Joseph Mary Yuan Kezhi opuścił komunistyczne Chiny. W czasie rewolucji kulturalnej wszystkie kościoły zostały zamknięte i przeważnie zniszczone.
Patriotyczne Stowarzyszenie Katolików Chińskich przyłączyło do diecezji Zhumadian diecezję Xinyang. Odbyło się to bez zgody Stolicy Apostolskiej, więc z punktu widzenia prawa kanonicznego decyzja ta jest nielegalna i niewiążąca.
W 1991 biskupem Zhumadianu został Shi Shoujing. Brak jednak innych informacji na jego temat. W 2015 biskupem-elektem Zhumadianu z poparciem zarówno Stolicy Apostolskiej jak i rządu w Pekinie został Cosmos Ji Chengyi. Jednak do dziś nie odbyła się jego sakra.

## Ordynariusze

### Prefekci apostolscy
- Peter Wang Jizhi (1933 - 1939)
- Joseph Mary Yuan Kezhi (1939 – 1944)

### Wikariusz apostolski
- Joseph Mary Yuan Kezhi (1944 – 1946)

### Biskupi
- Joseph Mary Yuan Kezhi (1946 – 1969) de facto wyjechał z komunistycznych Chin, nie miał po tym czasie realnej władzy w diecezji
- sede vacante (być może urząd sprawował biskup(i) Kościoła podziemnego) (1969 - 1991)
- Shi Shoujing (1991 - nadal (?))
- Cosmos Ji Chengyi elekt; nie przyjął jeszcze sakry biskupiej